# 豆干

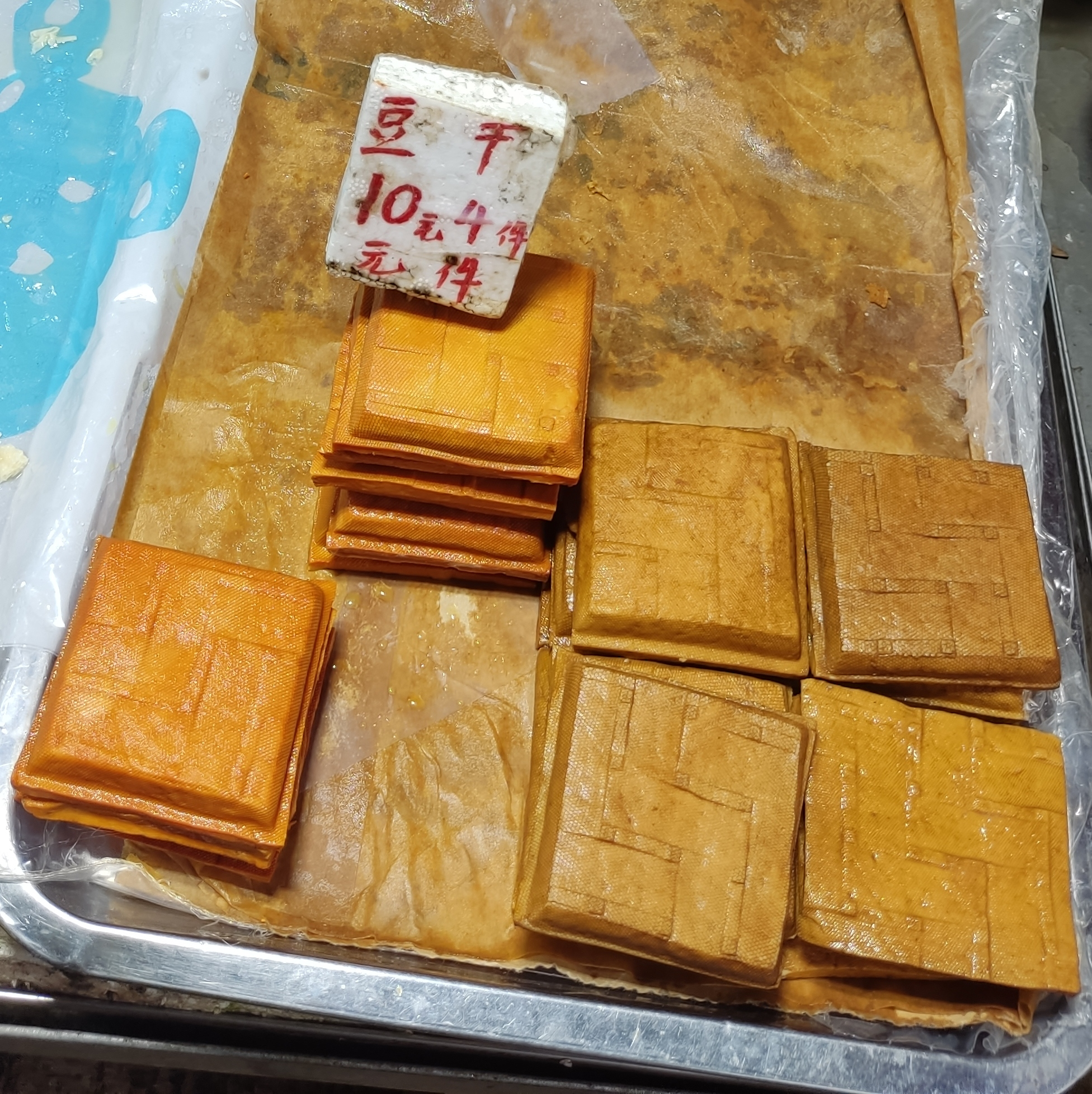
豆乾

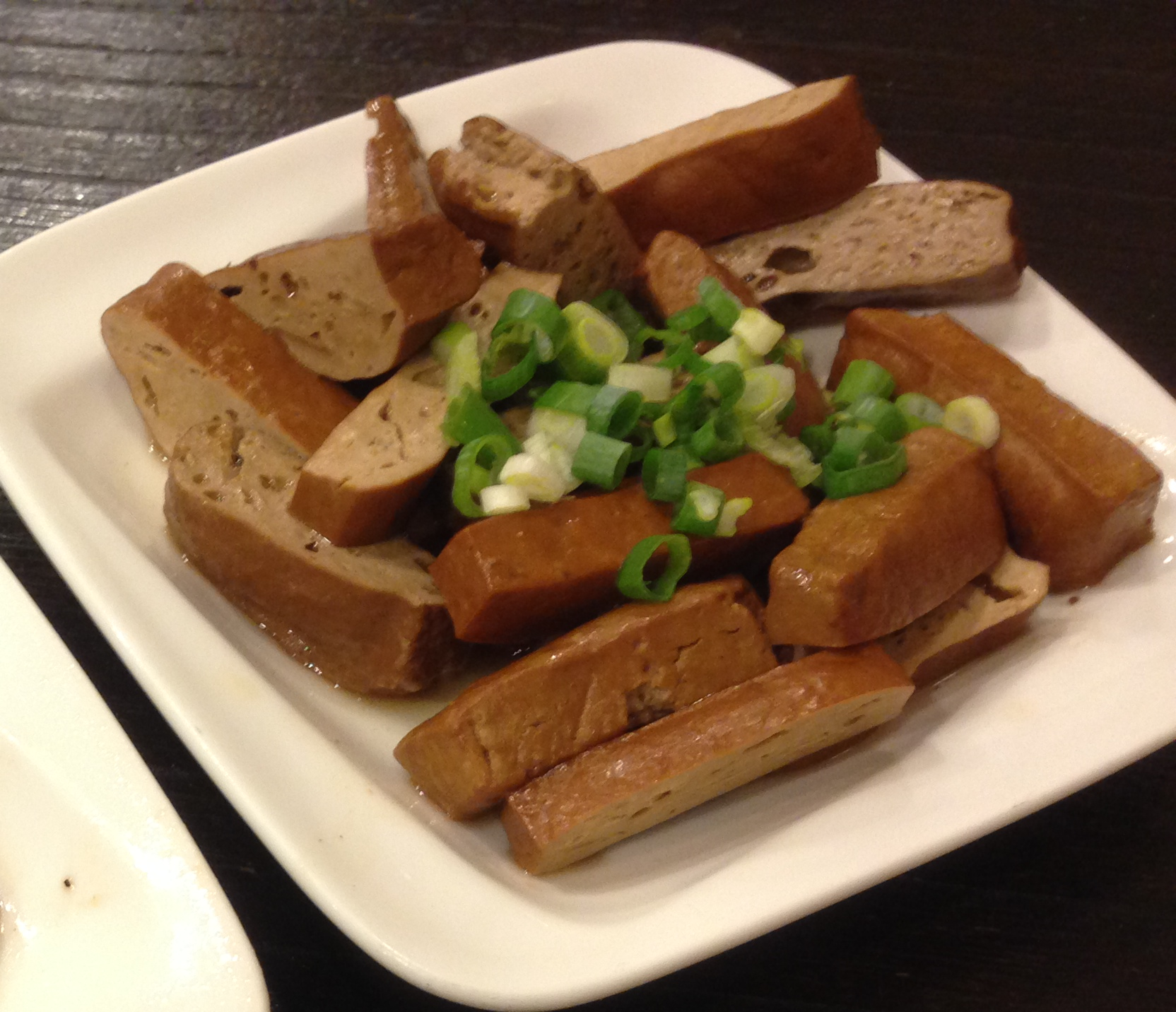
豆乾

豆乾亦稱豆腐乾，是徽菜、鲁菜、川菜、粤菜、苏菜與台灣料理中常見的食材。豆乾由豆腐經過脫水、壓縮製成。常见的豆乾有白豆乾、五香豆乾两类。烹飪方法以涼拌、炒、滷、炸較為常見。

## 资料
1. ↑  豆乾 萌典